# Racovița (Sibiu)
Racovița (Racovițun-Olt hasta 1931; en alemán: Rakowitza o Rakevets; en húngaro: Oltrákovica o, coloquialmente, Rákovica) es una comuna del distrito de Sibiu, Transilvania, Rumanía. Tiene una población de 2,884 habitantes según el censo de 2002 y está compuesto por dos pueblos, Racovița y Sebeșu de Sus.
La primera mención oficial es del 22 de mayo de 1443 en un "acto" de regalo de John Hunyadi. En documentos eclesiástico aparece por primera  vez el 8 de julio de 1647, cuándo Jorge Rákóczi I nombra arcipreste a Ion din Ţichindeal de 17 pueblos de los alrededores de Sibiu, incluyendo Racovița. La historia del pueblo está fuertemente relacionada con la frontera militar con Transilvania, establecida por emperatriz María Teresa I de Austria en 1765. Por aquel entonces Racovița era parte de la 7ª Compañía del Primer Regimiento de Frontera de Orlat.
Al comienzo de 1698, antes de que el pueblo fuera completamente militarizado, el pueblo y su área sufrieron serios conflictos religiosos causados por la decisión de la Iglesia rtodoxa de Alba Iulia de unirse con la Iglesia católica.
Tanto soldados como civiles participaron en la Revolución húngara de 1848. Una vez se abolío la frontera militar en 1851, importantes miembros del pueblo tomaron la iniciativa de controlar los Fondos de la Escuela del Regimiento e implicarse activamente en la "Asociación transilvana para literatura rumana y la cultura del pueblo rumano".

## Geografía
Racovița está situada en al pie del pico Suru (2,281 m s. n. m.). La comuna limita al norte y nordeste con la ciudad Avrig, frontera que se extiende desde la confluencia del Valle Mârșun con el río Olt hasta el pico Sorliţei. Los límites se establecieron tras el año 1200 y se demarcaron con señales denominada soyorminți.

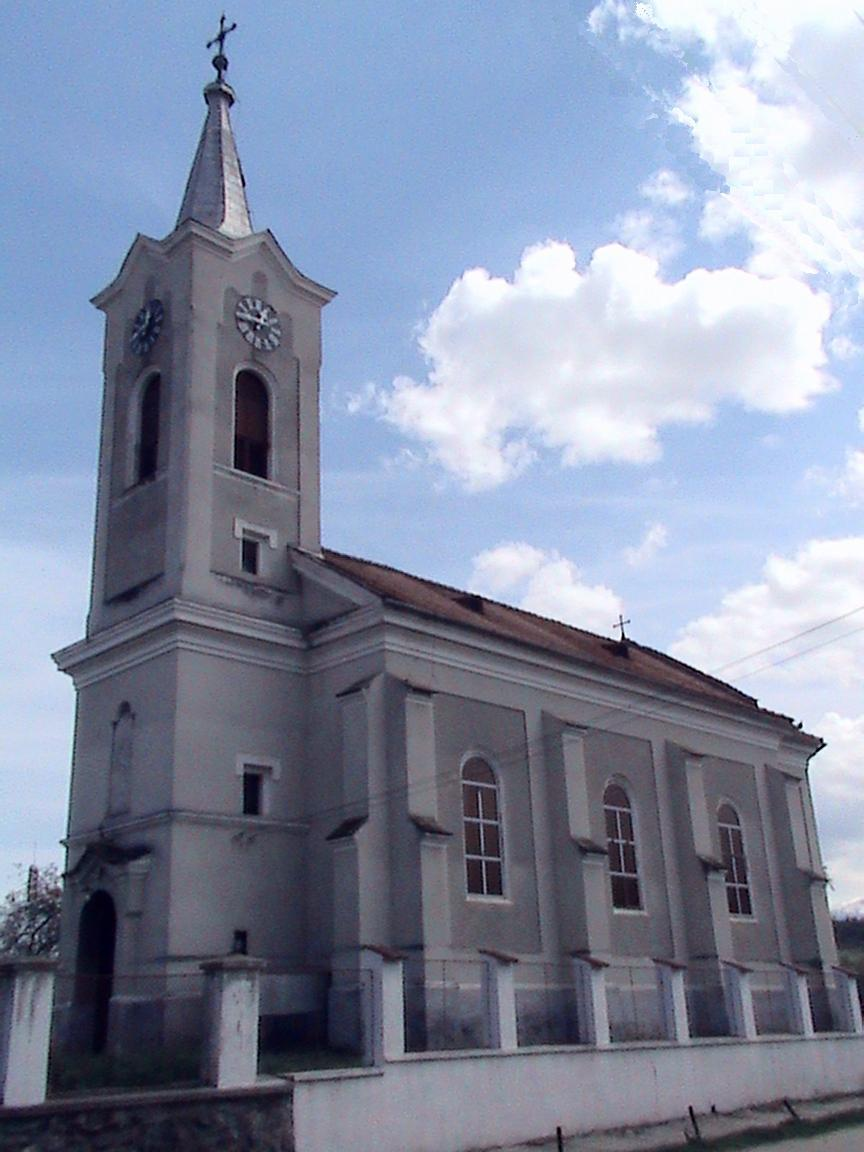
Íglesia de las Santísima Trinidad, consagrada in 1887
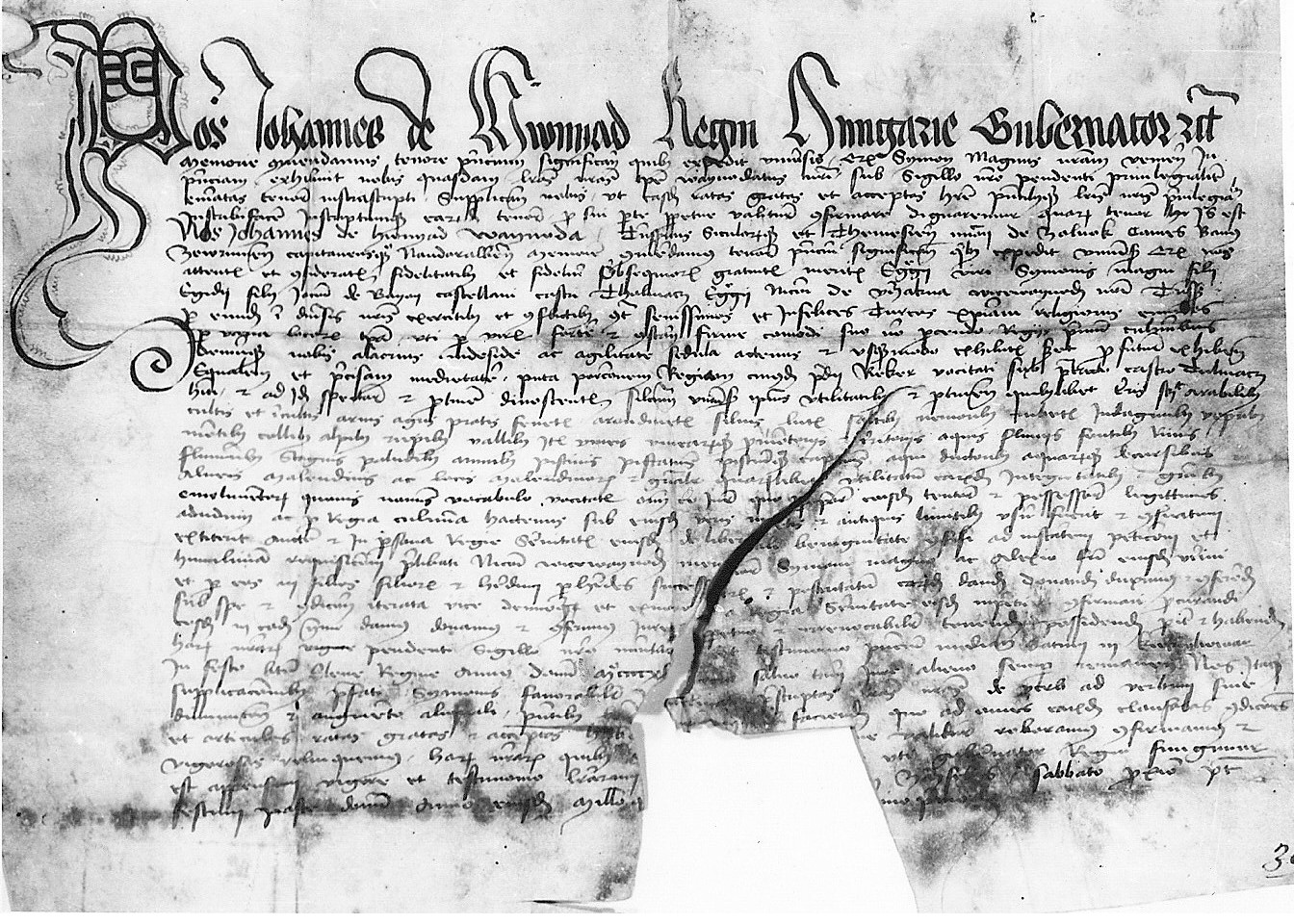
Primer documento que menciona la localidad (22 de mayo de 1443)
Mapa